# Разрыв (медицина)

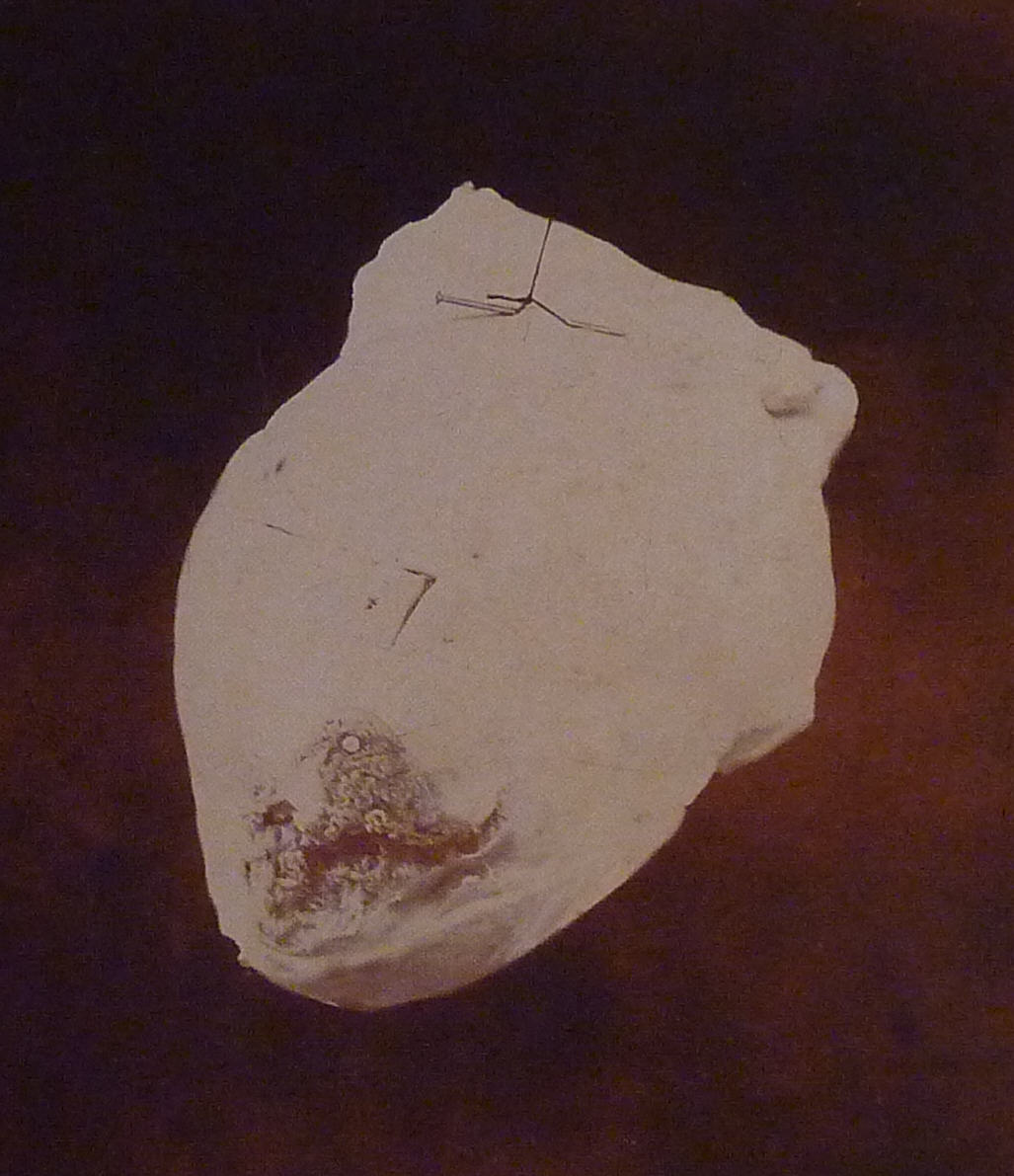
Разрыв сердца

Разрыв (лат. ruptura — разрыв или перелом) — это закрытое повреждение мягких тканей, вызываемое силой в виде внезапной тяги и нарушающее их анатомическую непрерывность (целостность) или открытая травма, например, при рваной ране с открытым переломом. Следует отличать от травматического отрыва, отсутствия целостности, когда требуется реплантация.
Кожа по эластичности значительно превосходит другие органы и ткани, в связи с чем эта травма оставляет кожу целой. В случае разрыва и кожи вместе с подлежащими тканями или органами или без них образуется — рана.

## Виды разрывов

### Разрыв подкожной жировой клетчатки
Разрыв подкожной жировой клетчатки сопровождается внутренним кровотечением в виде кровоизлияния с образованием геморрагического инфильтрата или гематомы. Своеобразной разновидностью разрыва подкожной клетчатки является отрыв (отслойка) кожи от подлежащих тканей, наблюдаемый при транспортных и других травмах.

### Разрыв фасций
Разрыв фасций представляет собой обычно поперечную или косую щель, которая нередко при расслаблении мышцы определяется пальпаторно. При напряжении мышцы она может выпячиваться через дефект фасции и тогда на месте повреждения будет выявляться ограниченная мягкая эластичная припухлость, так называемая мышечная грыжа.

### Разрыв мышц
Разрыв мышц-это нарушение целостности мышцы без повреждения кожи.
Они бывают полными и неполными, спонтанные (самостоятельные) и травматические.
К травматическим разрывам мышц предрасполагают различные заболевания, например, рахит и остеомаляция.
Чаще разрываются мышцы, находящиеся в состоянии сокращения и напряжения: четырёхглавая мышца бедра и прямая мышца живота при падении назад, икроножная мышца при прыжке с разбегу, длинная головка двуглавой мышцы плеча при поднятии тяжести. Разрывы мышц нередко дают переломы костей со значительным смещением отломков и при вывихах.
Разрывы происходят, как правило, в области мышечного брюшка или перехода мышцы в сухожилие.
При разрыве мышцы отмечаются резкая локальная боль и различной степени нарушение функции. На месте разрыва пальпаторно можно обнаружить дефект мышцы, увеличивающийся при её сокращении. При полном разрыве одного конца мышцы или отрыве её от кости, мышца сокращается в сторону другого места прикрепления и выбухает в виде плотного валика, определяемого визуально или пальпаторно.

### Разрыв сухожилий
Разрывы сухожилий происходят на границе перехода их в мышцу или в местах прикрепления к кости. В последнем случае одновременно отрывается часть прилегающей мышечной или костной ткани.
Причиной разрыва сухожилия является перерастяжение его судорожно сокращённой мышцей, реже — прямая травма.
Чаще наблюдаются разрывы ахиллова сухожилия у пятки, отрывы сухожилий четырёхглавой мышцы от надколенника или мышцы, отрывы связки надколенника от бугристости большеберцовой кости и надколенника, сухожилия трехглавой мышцы плеча от локтевого отростка, отрыв сухожилий разгибателей пальцев у ногтевых фаланг.
Разрыв сухожилий проявляется выпадением функции мышцы, порочным положением соответствующего сегмента конечности, вызванным действием мышцы-антагониста, дефектом в сухожилии, определяемым пальпаторно, смещением мышечного брюшка в сторону неповреждённого прикрепления мышцы к кости (ноге или руке).

### Разрыв нерва
Разрывы нервов в основном происходят при переломах и вывихах. Например, при переломе плечевой кости может повреждаться лучевой нерв, при переломе основания черепа — зрительный, тройничный или лицевой в пределах костных каналов.
При разрыве нерва нарушается функция иннервируемых им мышц и органов. Диагноз верифицируется с помощью электромиографии и проверки электровозбудимости мышц, иннервируемых повреждённым нервом.

### Разрыв сосудов
При различных травмах, в том числе переломы костей и вывихи, возможны полные или частичные разрывы крупных сосудов. При этом прежде всего отмечаются симптомы скрытого внутреннего кровотечения и кровопотери, а также развитие гематомы. Разрыв сосудов при травме обычно носит вторичный характер.

### Разрыв менисков
Из разрывов менисков преимущественно встречается разрыв внутреннего мениска коленного сустава, который нередко сочетается с разрывом внутренней боковой связки. Непосредственно после травмы повреждение мениска часто не распознается. В дальнейшем основным симптомом явеляется периодически наступающая (рецидивирующая) блокада сустава, сопровождающаяся острыми болями. Часто при блокаде в суставе появляется жидкость, отмечается сгибательная контрактура. Нередко мениск при движениях в коленном суставе самостоятельно вправляется.
Больные испытывают затруднения при спускании с лестницы. На уровне суставной щели при пальпации или ротационных движениях голени пострадавший ощущает боль. Нередко при повреждении внутреннего мениска коленного сустава развивается атрофия мышц бедра. Уточнению диагноза способствуют артропневмография, контрастная рентгенография, артроскопия.

### Разрыв связок
Разрывы боковых связок коленного сустава происходят на уровне суставной щели, а также наблюдаются отрывы их в местах прикрепления. При этом боли локализуются на стороне повреждения связки. Для распознавания разрыва внутренней связки одной рукой производят давление на наружную поверхность разогнутого колена, а другой одновременно отводят голень (симптом отклонения голени). При наличии разрыва голень отводится и усиливается вальгусное положение колена. Это положение можно зафиксировать на плёнке при рентгенографии. При неполном разрыве на рентгенограмме щель между мыщелком бедра и голени расходится незначительно (в пределах 2-3 мм); при полном разрыве голень легче отводится, а на рентгенограмме — щель шире.
Иногда встречаются разрывы крестообразных связок. Обычно имеет место разрыв передней крестообразной связки. Разрыв задней крестообразной связки встречается редко. Разрыв передней крестообразной связки часто сочетается с разрывом внутренней боковой связки и внутреннего мениска и происходит при насильственном вращении голени и стопы кнаружи, а бёдра кнутри. При разрыве передней крестообразной связки голень часто подвывихивается кпереди, а при разрыве задней — кзади. Разрыв передней крестообразной связки характеризуется передним симптомом выдвижного ящика, а разрыв задней крестообразной связки — задним симптомом выдвижного ящика.

## Лечение разрывов
При разрывах мягких тканей основными мероприятиями по оказанию первой помощи являются: введение обезболивающих, наложение давящей повязки, иммобилизация конечности, местно — холод и организация доставки пострадавшего в лечебное учреждение.

### Разрыв подкожной жировой клетчатки
Лечение при разрыве подкожной клетчатки начинают с консервативных мероприятий (покой, холод, а затем тепловые процедуры).

### Разрыв фасций
К зашиванию дефекта фасции при её разрыве прибегают в случаях нарушения функции мышцы, а нередко операцию производят с косметической целью.

### Разрыв мышц
При неполном разрыве мышц благоприятные результаты даёт консервативное лечение (покой, давящая повязка, позже — компрессы, массаж, физиотерапевтические процедуры). При полном разрыве мышцы показано её сшивание с последующей иммобилизацией конечности гипсовой повязкой в течение 3 недель, после чего назначают физиотерапевтические процедуры, массаж, лечебную физкультуру. Соединение сильно разошедшихся и атрофированных культёй мышцы при застарелом разрыве возможно лишь с использованием пластического материала: свободных лоскутов широкой фасции бёдра, лавсановых лент и др.

### Разрывы сухожилий, нерва, сосудов
При разрывах сухожилия, нерва, сосуда проводится оперативное лечение. Концы разорванного сухожилия соединяются с помощью сухожильного шва, аллопластических лент или оторванное сухожилие подшивается к кости с последующей иммобилизацией конечности гипсовой повязкой на 4-6 недель. Концы нервов также сшиваются. Предпочтительно в таких случаях использовать микрохирургическую технику. При разрывах сосудов их перевязывают, накладывают сосудистый шов или выполняют пластику сосуда.

### Разрыв менисков
В случае острой блокады коленного сустава при разрыве мениска производится закрытое ручное вправление последнего с иммобилизацией сустава гипсовой лонгетой на 5-10 дней.
Повторные блокады сустава, постоянные резкие боли, нарушения функции, обусловленные наличием в нём «свободной мыши» (raus articularis), служат показаниями к оперативному лечению — удалению мениска или образовавшегося свободного инородного тела из оторванного мениска.

### Разрыв связок
При неполном разрыве боковой связки коленного сустава после отсасывания жидкости из него накладывается гипс на 4-6 недель. В дальнейшем назначаются массаж, тепловые физиотерапевтические процедуры, лечебная физкультура. Восстановление целости боковой связки оперативным путём производится при полном её разрыве.
Разрывы крестообразных связок однозначно требуют оперативного лечения — пластики связок.